# Espacio de color

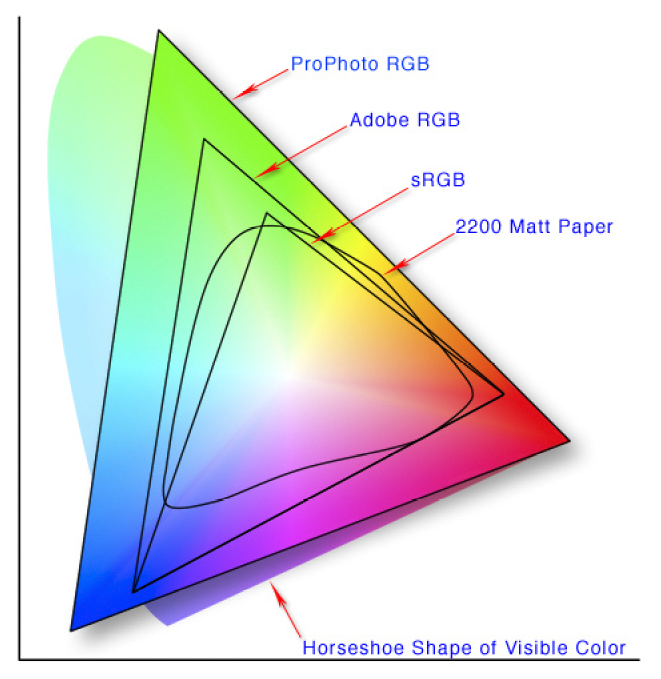
Comparación de gamuts RGB en el diagrama de cromaticidad CIE 1931 xy

Un espacio de color es un sistema de interpretación del color, es decir, una organización específica de los colores. Pueden basarse en un modelo de color en combinación con los dispositivos físicos que permiten las representaciones reproducibles de color, por ejemplo las que se aplican en señales analógicas (televisión a color) o representaciones digitales (por ejemplo, el espacio de color sRGB se basa en el modelo de color RGB). Sin embargo, hay espacios de color que no se basan en ningún dispositivo físico, sino que fueron creados por un motivo diferente (por ejemplo, CIE Lab fue creado para que sea perceptivamente uniforme. Otro ejemplo es CIE 1931 XYZ, el cual es útil para la mezcla aditiva de colores, puesto que es un espacio lineal, pero sus tres primarios son colores imaginarios, por estar fuera del gamut visible). Un espacio de color puede ser arbitrario o no, con colores particulares asignados según el sistema y estructurados matemáticamente.
Un modelo de color es un modelo matemático abstracto que describe la forma en la que los colores pueden representarse como tuplas de números, normalmente como tres o cuatro valores o componentes de color (p. e., RGB y CMYK son modelos de color). Sin embargo, un modelo de color que no tiene asociada una función de mapeo a un espacio de color absoluto es más o menos un sistema de color arbitrario sin conexión a un sistema de interpretación de color.
Añadiendo cierta función de mapeo entre el modelo de color y un espacio de color de referencia se obtiene una "huella" en el espacio de color de referencia. A esta "huella" se la conoce como gama de color y, en combinación con el modelo de color, define un nuevo espacio de color. Por ejemplo, Adobe RGB y sRGB son dos espacios de color absolutos diferentes basados en el modelo RGB.
En el sentido más genérico de la definición dada, los espacios de color se pueden definir sin el uso de un modelo de color. Estos espacios, como Pantone, son un conjunto de nombres o números definidos por la existencia de un conjunto correspondiente de muestras de color físico. Este artículo se centra en el concepto del modelo matemático.

## Entendiendo el concepto

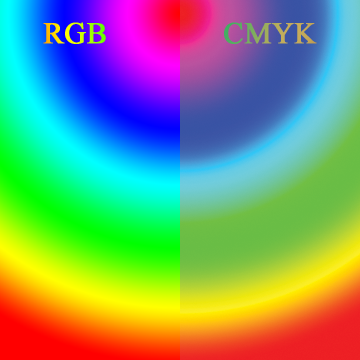
Comparación entre los modelos de color RGB y CMYK. Esta imagen demuestra la diferencia de aspecto de los colores en un monitor de ordenador (RGB) en comparación con su reproducción en CMYK en el proceso de impresión.

Se puede crear un amplio rango de colores mediante pigmentos de colores primarios (cian (C), magenta (M), amarillo (Y), y negro (K)). Esos colores definen un espacio de color específico. Para crear una representación tridimensional de un espacio de color, se puede asignar la cantidad de magenta al eje X de la representación, la cantidad de cian a su eje Y, y la cantidad de amarillo a su eje Z. El espacio 3D resultante proporciona una única posición por cada color posible que puede ser creado combinando estos tres pigmentos.
Sin embargo, este no es el único espacio de color posible. Por ejemplo, cuando se muestran los colores en un monitor de ordenador, normalmente se definen en el espacio de color RGB (rojo, verde y azul). Esta es otra forma de crear básicamente los mismos colores (limitado por el medio de reproducción, como el fósforo (CRT) o filtros y luz de fondo (LCD)), y el rojo, el verde y el azul pueden considerarse como los ejes X, Y y Z. Otra manera de crear los mismos colores es usando su matiz (eje X), su saturación (eje Y), y su brillo (eje Z). A esto se le llama modelo de color HSV. Muchos espacios de color se pueden representar como valores tridimensionales (X, Y, Z) de esta manera, pero algunos tienen más o menos dimensiones, y algunos como Pantone, no se pueden representar de esta forma.

## Conversión
Artículo principal: Gestión del color
Conversión del espacio de color es la traducción de la representación de un color de una base a otra. Esto ocurre normalmente en el contexto de convertir una imagen representada en un espacio de color a otro espacio de color, teniendo como objetivo que la imagen convertida se parezca lo más posible a la original.

## Densidad
El modelo de color RGB está implementado de formas diferentes, dependiendo de las capacidades del sistema utilizado. De lejos, la implementación general más utilizada es la de 24 bits, con 8 bits, o 256 niveles de color discretos por canal. Cualquier espacio de color basado en ese modelo RGB de 24 bits está limitado a un rango de 256×256×256 ≈ 16,7 millones de colores. Algunas implementaciones usan 16 bits por componente para un total de 48 bits, resultando en la misma gama con mayor número de colores. Esto es importante cuando se trabaja con espacios de color de gama amplia (donde la mayoría de los colores se localizan relativamente juntos), o cuando se usan consecutivamente un amplio número de algoritmos de filtrado digital. El mismo principio se aplica en cualquier espacio de color basado en el mismo modelo de color, pero implementado en diferentes profundidades de color.

## Lista parcial de espacios de color
Véase también: Modelos y espacios de color
El espacio de color CIE 1931 XYZ fue uno de los primeros intentos de producir un espacio de color basado en medidas de percepción de color humana (intentos anteriores fueron por James Clerk Maxwell, König & Dieterici, y Abney en Imperial College London) y es la base de casi todos los demás espacios de color. Entre los derivados de CIE XYZ se encuentran CIELUV, CIEUVW, y CIELAB.

### Modelos de color genéricos

Mezcla de colores aditivos: Tres colores superpuestos en un vacío se suman para crear el blanco.

Mezcla de colores sustractivos: Tres colores en un papel blanco, se restan para volver el papel negro.

El modelo de color RGB utiliza una mezcla de colores aditivos, porque describe qué tipo de luz necesita ser emitida para producir un color dado. RGB almacena valores individuales para el rojo, el verde y el azul. El modelo de color RGB es RGB con un canal adicional alfa para indicar transparencia.
Entre los espacios de color basados en RGB se incluye sRGB, Adobe RGB y ProPhoto RGB.
CMYK utiliza síntesis sustractiva de color utilizada en el proceso de impresión, porque describe qué clase de tinta necesita aplicarse para que la luz reflejada desde el sustrato y a través de la tinta produzca un color dado. Se empieza con un sustrato blanco (lienzo, página, etc.), y se utiliza la tinta para sustraer el color del blanco para crear una imagen. CMYK almacena valores de tinta para cian, magenta, amarillo y negro. Hay muchos espacios de color CMYK para diferentes conjuntos de tintas, sustratos, etc. (los cuales cambian la ganancia del punto o la función de transferencia para cada tinta y, de esa forma, cambiar la apariencia).
YIQ se utilizaba en las emisiones de televisión en formato NTSC (Norteamérica, Japón) por razones históricas. Este sistema almacena un valor de luminancia con dos valores de crominancia, correspondientes a las cantidades de azul y rojo. Es similar al esquema YUV utilizado en la mayoría de sistemas de captura de vídeo y en el sistema PAL (Australia, Europa, excepto Francia, que usa SECAM), excepto que el espacio de color YIQ se rota 33° con respecto al espacio de color YUV. El esquema YDbDr usado por SECAM se rota de otra forma. 
YPbPr es una versión escalada de YUV. Es bastante común en su forma digital, YCbCr, usado ampliamente en compresión de vídeo y esquemas de compresión de imagen como MPEG y JPEG.
xvColor es un nuevo espacio de color de vídeo digital internacional estándar publicado por la Comisión Electrotécnica Internacional (IEC 61966-2-4). Se basa en los estándares ITU BT.601 y BT.709 pero extiende la gama más allá de los R/G/B primarios especificados en esos estándares.
HSV (hue, saturation, value), también conocido como HSB(hue, saturation, brightness) es usado a menudo por artistas porque es más natural pensar sobre un color en términos de matiz y saturación que en términos de componentes de color aditivos o sustractivos. HSV es una transformación de un espacio de color RGB, y sus componentes y colorimetría son relativos al espacio de color RGB del que deriva.
HSL (hue, saturation, lightness/luminance), también conocido como HLS o HSI (hue, saturation, intensity) es bastante similar a HSV, con la "claridad" reemplazando el "brillo". La diferencia es que el "brillo" de un color puro es igual al brillo del blanco, mientras que la claridad de un color puro es igual a la claridad de un gris medio.

### Espacios de color comerciales
- Sistema de Color de Munsell
- Sistema de color natural

### Espacios de color de propósito especial
- El espacio de Cromaticidad RG se utiliza en aplicaciones de visión artificial. Muestra el color de la luz (rojo, amarillo, verde etc.), pero no su intensidad (oscuro, claro).

### Espacios de color obsoletos
Los primeros espacios de color tenían dos componentes. Ignoraban la luz azul porque la complejidad añadida de un proceso de 3 componentes solo proporcionaba un incremento marginal en la fidelidad, en comparación al salto del monocromo al color de dos componentes.
- RG para película en Technicolor
- RGK para impresión en color